# سارا کانر (خواننده)
سارا کانر (به انگلیسی: Sarah Connor) (زاده ۱۳ ژوئن ۱۹۸۰) خواننده و ترانه سرای آلمانی است.